# Руна (Португалия)
Ру́на (порт. Runa) — район (фрегезия) в Португалии, входит в округ Лиссабон. Является составной частью муниципалитета Торриш-Ведраш. По старому административному делению входил в провинцию Эштремадура. Входит в экономико-статистический субрегион Оэште, который входит в Центральный регион. Население составляет 1032 человека на 2001 год. Занимает площадь 6,71 км².
Покровителем района считается Иоанн Креститель (порт. João Baptista).